# António Borges Correia
António Borges Correia é um realizador português formado na Escola Superior de Teatro e Cinema do Instituto Politécnico de Lisboa. Sócio da Associação Portuguesa de Realizadores (APR). Membro Permanente da Academia Portuguesa de Cinema (APC).
Estudou Cinema na Escola Superior de Teatro e Cinema. Foi aluno de António Reis, Paulo Rocha, Seixas Santos, entre outros. Trabalhou, como estagiário, no filme “A Caixa” de Manoel de Oliveira. Como realizador, começou a experimentar as curtas metragens a partir 1998, com realce para “Golpe de Asa” que percorreu alguns festivais com destaque para Locarno. A partir de 2007 explora uma linguagem documental onde os personagens se representam a si próprios num conceito de mise-en-abyme. Vários filmes, baseados nesse conceito, percorrem diversos festivais internacionais - Cinéma du Réel (Paris), Cidade do México, BAFICI (Buenos Aires), Santiago do Chile, Québec, Gijón, Hong Kong, Vila do Conde, DocLisboa, Brasil (Belo Horizonte, Curitiba, Belém). “Os Olhos de André” é o filme mais viajado e mais conhecido. Obteve três prémios no IndieLisboa 2015. No FantasPorto 2021, "A Mulher Sem Corpo" é o Melhor Filme (CN).
Em 2024, no FESTIN, obtém o prémio do Público - Melhor Filme com "Na Mata dos Medos". Este filme estreia comercialmente em Portugal a 14 de Novembro de 2024, distribuição NOS audiovisuais. 

## Filmografia
| O LAR                   | 2008 Longa, doc.        | Cinéma du Réel, Paris (competição internacional) IndieLisboa (competição nacional) Mexico City International Film Festival (competição internacional) Festival do Filme Documentário e Etnográfico de Belo Horizonte (competição internacional) Doc Market Leipzig Panorama, Mostra de Documentários Portugueses 4ª Edição Imagens no Tejo - Mostra Cinema Português Exibido na TVCine Distribuido para Filmin. Distribuido para DocAllianceFilms. |
| APOTEOSE                | 2009, Longa, doc.       | Culture Unplugged Film Festival Panorama, Mostra de Documentários Portugueses Exibido na TVCINE. |
| PARTO                   | 2010, Longa, doc.       | DocLisboa (competição nacional) BAFICI, Buenos Aires (competição internacional) Cine B, Santiago do Chile (competição internacional) FAB Belém, Brasil (competição internacional) Panorama, Festival de Documentários Portugueses Exibido na RTP1 Exibido na TVCine. Distribuido para Filmin. Distribuido para DocAllianceFilms. |
| GESTO                   | 2011, Longa, doc.       | DocLisboa Festival Internacional de Cinema de Curitiba (competição internacional). Estreia comercial em Portugal (Cinema City, Lisboa) - 21/04/2016 Panorama, Mostra de documentários Portugueses 5ª Edição Imagens no Tejo - Mostra Cinema Português 1º Prémio na II Gala Inclusão Exibido na RTP2 Filme integrado no Plano Nacional de Cinema Exibido na TVCine. Distribuido para DocAllianceFilms. |
| OS OLHOS DE ANDRÉ       | 2015, Longa, doc/ficção | IndieLisboa (competição nacional) Prémios de Melhor Longa Portuguesa / Prémio TAP / Prémio Árvore da Vida. Festival International de Cinéma de la Ville de Québec (competição internacional) Festival Internacional de Cine de Gijón (secção Convergências) Hong Kong International Film Festival (competição internacional para prémio Signis) Mostra de Cinema de Londres. The Portuguese Conspiracy. Mostra de Cinema de Macau. Festival de Documentário de Melgaço - Filmes do Homem. Estreia em Paris a 04 de Setembro de 2016 no Forum des Images. Exibido nos canais TVCine. Distribuído por Minerva Pictures para Amazon Prime. Distribuído por MySpotLight Independent para: Tubi, Xumo, Pelidom+, Future Today, Filmzie, Popsy on Plex, VA Media. Distribuído para Filmin |
| AS HORAS DE LUZ         | 2018, Longa, ficção.    | IndieLisboa 1ª Edição Imagens no Tejo - Mostra de Cinema Português. Exibido nos canais TVCine. Exibido na RTP. Distribuído por Minerva Pictures para Amazon Prime. Distribuído por MySpotLight Independent para: Tubi, Xumo, Pelidom+, Future Today, Filmzie, Popsy on Plex, VA Media. Distribuído para Filmin. |
| RAPAZ SÓ                | 2020, Longa, doc.       | FESTIN, Festival de cinema itinerante de Língua portuguesa (competição internacional) Extensão no Ceará (Brasil). 2ª Edição Imagens no Tejo - Mostra de Cinema Português. Emitido nos Canais TVCine. Distribuído por Minerva Pictures para Amazon Prime. Distribuído por MySpotLight Independent para: Tubi, Xumo, Pelidom+, Future Today, Filmzie, Popsy on Plex, VA Media. Distribuído para Filmin. |
| A MULHER SEM CORPO      | 2021, Longa, doc/ficção | FANTASPORTO 2021 - Melhor Filme (competição nacional) FESTIN, Festival de cinema itinerante de Língua portuguesa (competição internacional) FESTIN - Extensão no Rio de Janeiro - Centro Cultural da Caixa Económica Federal. Exibido nos canais TVCine. Distribuído por Minerva Pictures para Amazon Prime. Distribuído por MySpotLight Independent para: Tubi, Xumo, Pelidom+, Future Today, Filmzie, Popsy on Plex, VA Media. Distribuído para Filmin. |
| NA MATA DOS MEDOS       | 2024, Longa, ficcção    | FESTIN, Festival de cinema itinerante de Língua portuguesa (competição internacional). Prémio do Público - Melhor Longa Metragem da 15ª edição do FESTin. Estreia comercial a 14 de novembro de 2024. Distribuição NOS Audiovisuais. Exibido na TVCine. |
| PASSAGEM                | 1992, Curta, ficção     | Exercício de final de curso da Escola Superior de Teatro e Cinema. Estreia na Cinemateca Portuguesa a 12 Julho 2023 no ciclo “A ESTC no Coração do cinema Português” |
| GOLPE DE ASA            | 1998, Curta, ficção     | Locarno International Film Festival (competição internacional) Festival Ibérico (competição internacional) FICM Vila do Conde (competição nacional) Clermont-Ferrand (competição internacional) 3ª Edição Imagens no Tejo - Mostra Cinema Português Exibido na RTP2. Estreia na Cinemateca Portuguesa. |
| DESVIO 45               | 2002, Curta, ficção     | FIKE Évora (competição internacional) OvarVideo (competição nacional) |
| ANTES DE A VIDA COMEÇAR | 2005, Média, doc.       | Documentário biográfico sobre a atriz Isabel de Castro. Estreia na Cinemateca Portuguesa. Exibido na RTP1. Exibido nos canais TVCINE. |
| A PARTE ESSENCIAL       | 2012, Curta, doc.       | Inédito. |
| OISHI                   | 2020, Curta, doc.       | Cinemateca Portuguesa - Exposição Temporária - "Sala de Projeção” - 04/11 a 31/12/2021. Clermont-Ferrand Short Film Market. Film Market Visions du Réel. |